# Гегель, Ромуальд
Ромуальд Гегель (пол. Romuald Giegiel; род. 8 мая 1957, Варшава) — польский легкоатлет, специалист по барьерному бегу. Выступал за сборную Польши по лёгкой атлетике в 1975—1986 годах, чемпион Европы в помещении, многократный чемпион Польши, победитель крупных республиканских и международных стартов.

## Биография
Ромуальд Гегель родился 8 мая 1957 года в Варшаве, Польша. Занимался лёгкой атлетикой в столичном одноимённом клубе AZS Warszawa.
Впервые заявил о себе на международном уровне в сезоне 1975 года, когда вошёл в состав польской сборной и выступил в беге на 110 метров с барьерами на юниорском европейском первенстве в Афинах.
Будучи студентом, в 1977 году представлял Польшу на Всемирной Универсиаде в Софии — бежал 110 метров с барьерами, в финал не вышел.
В 1978 году впервые стал чемпионом Польши в 110-метров барьерном беге и затем ещё неоднократно выигрывал национальный титул. Также в этом сезоне дошёл до полуфинала на чемпионате Европы в помещении в Милане, занял седьмое место на чемпионате Европы в Праге.
В 1979 году в беге на 60 метров с барьерами финишировал пятым на чемпионате Европы в помещении в Вене.
В 1980 году в 60-метровом барьерном беге завоевал серебряную награду на чемпионате Европы в помещении в Зиндельфингене, уступив на финише только советскому бегуну Юрию Черванёву.
В 1981 году среди прочего был пятым на Всемирной Универсиаде в Бухаресте и третьим на Кубке Европы в Загребе.
В 1982 году на домашних соревнованиях в Варшаве установил свой личный рекорд в беге на 110 метров с барьерами — 13,57. На последовавшем чемпионате Европы в Афинах показал в финале шестой результат.
В 1983 году стал шестым на чемпионате Европы в помещении в Будапеште, пятым на Всемирной Универсиаде в Эдмонтоне, третьим на Кубке Европы в Лондоне.
В 1984 году в беге на 60 метров с барьерами с личным рекордом 7,62 превзошёл всех соперников на чемпионате Европы в помещении в Гётеборге. Рассматривался в качестве кандидата на участие в летних Олимпийских играх в Лос-Анджелесе, однако Польша вместе с несколькими другими странами восточного блока бойкотировала эти соревнования по политическим причинам. Вместо этого Гегель выступил на альтернативном турнире «Дружба-84» в Москве — здесь, однако, не смог преодолеть предварительный квалификационный этап бега на 110 метров с барьерами.
В 1985 году на чемпионате Европы в помещении в Пирее остановился в полуфинале, тогда как на Кубке Европы в Москве пришёл к финишу пятым.
В 1986 году был шестым на чемпионате Европы в помещении в Мадриде, стартовал на чемпионате Европы в Штутгарте. По окончании сезона завершил спортивную карьеру.
Впоследствии работал физиотерапевтом в Польском союзе лёгкой атлетики.